# Новонаталовский сельский совет (Чаплинский район)
Новонаталовский сельский совет (укр. Новонаталівська сільська рада) — входит в состав
Чаплинского района
Херсонской области
Украины.
Административный центр сельского совета находится в 
с. Новонаталовка
.

## История
- 1909 — дата образования.

## Населённые пункты совета
- с. Новонаталовка
- с. Наталовка